# Konrad Voss

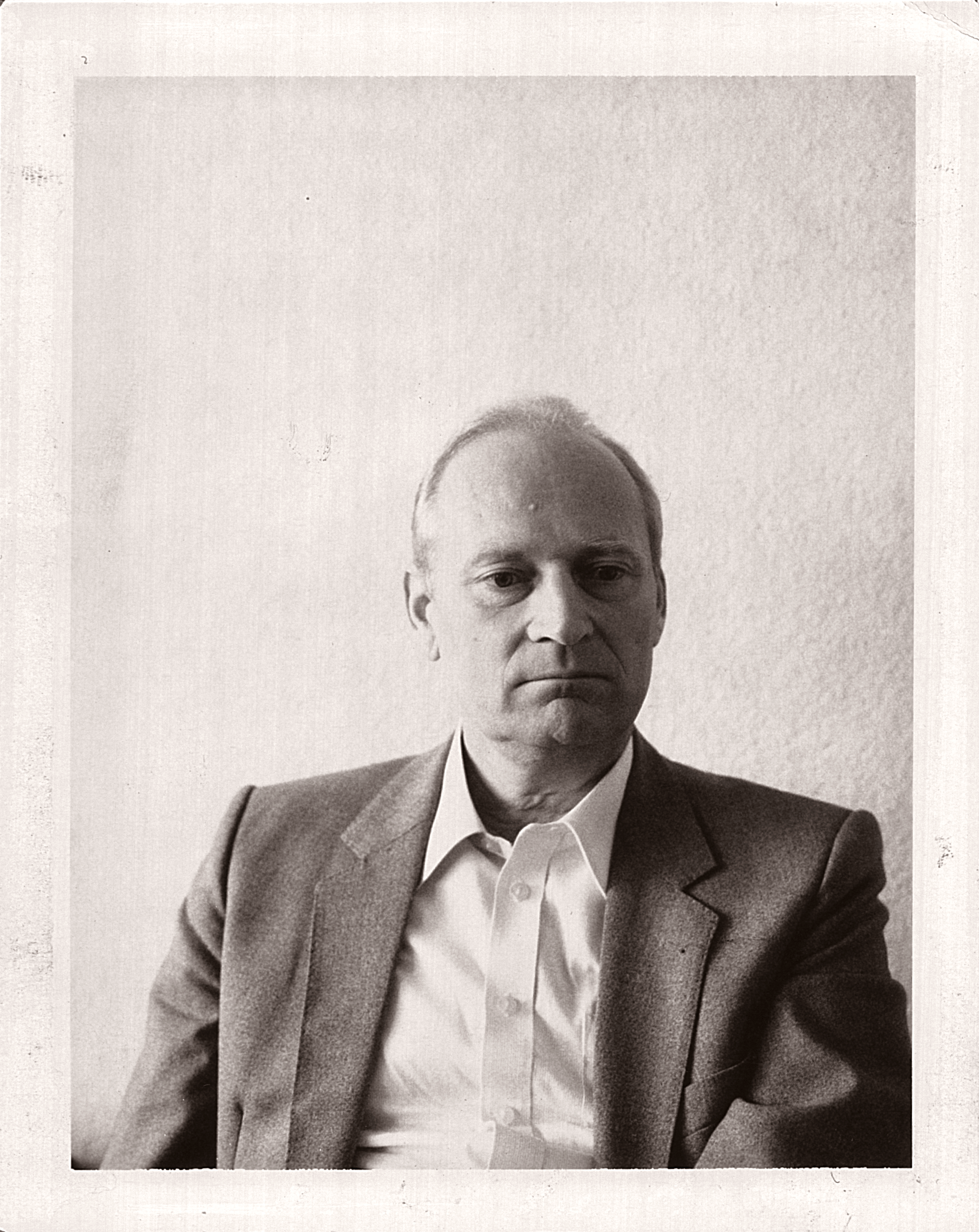
Konrad Voss (ca. 1980)

Konrad Voss (* 9. August 1928 in Berlin; † 30. März 2017) war ein deutscher Mathematiker und Professor an der ETH Zürich.

## Leben
Konrad Voss studierte Mathematik zunächst in Berlin, setzte sein Studium dann ab 1948 an der ETH Zürich fort und schloss im Herbst 1951 ab. Seitdem arbeitete er als Assistent bei Beno Eckmann und promovierte im Jahr 1956 zum Thema Differentialgeometrie geschlossener Flächen. Bereits im Jahr 1960 wählte ihn der Bundesrat zum Assistenzprofessor für Mathematik, insbesondere Geometrie in deutscher Sprache, an der ETH Zürich. Nach nur drei Jahren wurde Konrad Voss zum ordentlichen Professor befördert, dessen Professur später in Professur für Mathematik umbenannt wurde. Über einige Jahre versah er auch das Amt des Vorstehers der Abteilung für Mathematik und Physik. Im Jahr 1995 wurde er emeritiert.

## Lehre und Forschung
Konrad Voss betreute über lange Jahre die Geometrievorlesungen für die Ingenieure und später auch Spezialvorlesungen in Differentialgeometrie für Mathematiker und Physiker. Das Gebiet der Differentialgeometrie bearbeitete er auch in seiner Forschung; seine überaus präzise mathematische Intuition führte ihn dabei oft zu überraschenden Resultaten und originellen Beispielen. Konrad Voss betreute während seiner Tätigkeit an der ETH Zürich eine grössere Anzahl von Doktorierenden. 

## Publikationen (Auswahl)
- Konrad Voss: Einige differentialgeometrische Kongruenzsätze für geschlossene Flächen und Hyperflächen. ETH Diss. No. 2526, 1956, doi:10.3929/ethz-a-000113894.